# 最後流亡-銀翼的飛夢-
《最後流亡-銀翼的飛夢-》（日语：ラストエグザイル-銀翼のファム-），為日本的電視動畫作品。2011年10月7日於CBC、TBS播放。

## 概要
- GONZO繼成立10週年紀念作品《最後流亡》，於20週年再度推出同世界觀的續作。
- 2010年3月，GONZO在東京國際動畫展展示進行中的新企劃、人物雛型；6月，在股東大會上透露開始製作電視動畫；9月，給股東的贈品揭示預定來年播出。
- 2011年2月，正式發表製作消息並啟用官網；8月，決定於10月在CBC、TBS等電視台播放。
- Animax Asia與日本同日播出。[3]
- 本作除沿襲前作以希臘字母表記英文體裁外，並大量借用既有的典故為設定；故事時間為前作劇情兩年後。

## 故事簡介
在被譽為生命之源的「格蘭湖」附近，亞迪斯聯邦和杜蘭王國的戰爭沒有休止。坐擁壓倒性優勢的聯邦，趁著杜蘭國王病重與和談的機會準備進行殲滅。就在這時，不屬任何國家的空族介入，把杜蘭王國的公主們解救過來。引起公主注意的，是那位駕駛大黃蜂自由舞動的飛行員——飛夢……
隨著戰火蔓延，亞迪斯聯邦總統——盧梭尼亞的目的逐漸浮現，謎之力量「流亡號」亦重新在這個星球出現……

## 登場角色

### 卡塔法路的空族
飛夢·芳·芳／法姆·梵·梵（Fam Fan Fan，声：丰崎爱生）
本作的主角，空族少女。15歲→16歲。熱愛「和平與自由的天空」（Peace in the free skies），常於前線駕駛大黃蜂。
幼年時雙親即因事故過世，由卡塔法路的居民將她撫養長大。有夢遊傾向、睡眼惺忪到處亂跑。
於最終話被證實為沙德里元帥的外孫女。
夢想能夠參加「格蘭飛賽」。
为托兰王国的公主们摆脱亚迪斯联邦的狙击，趁机进行交易。
獵捕蘇比沃斯不成反被抓住，允諾搶奪15艘聯邦戰艦才能重獲自由，更誇下海口要為米莉亞搶到一個艦隊。
不喜歡飛行的天空變成一片戰爭禍海，一心以不造成死亡的方式戰鬥。
在波厄尼斯戰前會議中大聲喊出格蘭飛賽，成功的收服了莎娜並與之交好。在戰爭後期更幫助莎娜將停戰協議送往第一艦隊，並在戰後的和談會議中給予莎娜援助，被沙德里元帥認為是和談成功的大功臣。
波厄尼斯最终战役中，与潔思兒等人潜入皇家流亡号试图救出莎娜。
與米莉亞公主約好要成為她的翅膀。
潔思兒·科雷特／吉泽尔·科雷特（Giselle Collette，声：悠木碧）
飛夢的好友，族長阿塔莫拉的大女儿。昵称「洁思」（Gisey）。15岁。
为鲁莽的飛夢导航，以近百年来各种战舰和军备知识作辅助。并能冷静应对飞行时的突發状况。
与飛夢一起被苏比沃斯的人抓住、一同抢夺联邦战舰。
曾对自己与飛夢等人的关系感到迷失，后来认清了大家的共同目标，跟法姆和米莉亚有着更深的友谊。
迪奥·艾拉克莱（Dio Eraclea，聲：野田順子） 18歲
基尔特家族成员。不喜受职务束缚而出游、搜集情报，半年前开始借住在卡塔法路。
战舰苏比沃斯戰鬥先锋艇队隊长，雖未被封軍階，但卻有和大尉相等的位階，但因性格自由而长期不在岗位。为了将飛夢等人带到舰上而提议猎捕苏比沃斯。
藐视同属基尔特家族，却显得暴戾的人。对流亡号一再成为战争轴心有所感叹。在「总集篇2」里，清楚表明曾答应克劳士要保护艾兒薇絲的约定。
直到現在也未曾忘過魯修拉。
曾於前作《最後流亡》登場。
阿塔莫拉（Atamora，声：稻田彻）
空族族长，潔思兒的父亲。空族作战的总指挥，对飛夢等人持开放态度。
曾是「格蘭飛賽」的優勝者。
法茲（Fritz，聲：KENN、伊藤加奈惠（幼年））
乘上大黃蜂就會十分熱血。口頭禪是「笨小鴨」（Birdbrain）、「笨鴕鳥」（Ostrich-brain）。
約翰（Johann，聲：岡本信彥、原紗友里（幼年））
天真爛漫的大黃蜂飛行員。
海尼（Heine，聲：阿部敦、齋藤桃子（幼年））
沉著的為法茲導航。
琉璃／蕾妮（René，声：宫本佳那子）
费利西泰（Félicité，聲：東山奈央）
艾德／愛黛兒（Adele，聲：伊藤加奈惠）
以上三人为潔思兒的兄弟姐妹。
特里萨（Tereza，声：本田贵子）
吉泽尔与其三位兄弟姐妹的母亲。

### 托兰
米莉亚·伊鲁·贝尔克·科托雷托拉·托兰（Millia il Velch Cutrettola Turan，聲：茅野愛衣）
托兰王国第二公主。15岁。十分敬爱姐姐莉莉亚娜，相当具有责任感。人称「托兰的白百合」（The white lily of Turan）。
托兰亡国后，居住于卡塔法路、与空族一起生活，将头发剪短再出发。
为展现复兴托兰王国的决心，在苏比沃斯舰内建立流亡政府，盧梭尼亚称其有「乱世之相」（destined for turmoil）。
十分好學，曉得多國語言，流亡期間亦致力學習先鋒艇和戰場相關的知識。
在莉莉亞娜死後成為了新的活體關鍵。
波厄尼斯最终战役中，成为苏比沃斯的代理舰长，率领着联合军前往阻止皇家流亡号。在皇家流亡号意图攻击托兰首都时启动流亡号挡下攻击。
莉莉亚娜·伊鲁·格蘭西奧索·米路·托兰（Liliana il Grazioso Merlo Turan，聲：澤城美雪）
托兰王国第一公主。19岁。代替卧病在床的父亲成为王国的实质统治者，亦具备政治手腕。
才貌双全、深受人民爱戴，昵称「莉莉公主」（Princess Lily）。
追击亚迪斯联邦舰队不成反被掳走；再次启动流亡号的活体关键之一。之后复出配合盧梭尼亚瓦解对抗势力，包括成为托兰流亡政府的样板。被稱為「托兰的魔女」。
最后为了保护盧梭尼亚而被迪兰射杀。
泰德／泰迪（Teddy，聲：齋藤千和）
托兰王国公主的少年侍从。
追擊亞迪斯聯邦艦隊時，因與負傷人員避難而未登上旗艦「拉薩斯」、逃過一劫。
托兰亡国后，跟随米莉亚与空族一起生活，后来亦登上苏比沃斯。彼此绝对信任。
瑪莉安妮（Marianne，聲：仙台惠理）
米莉亞的侍女，給米莉亞灌輸庶民生活的情形，但內容大多來自小說、可信性大有疑問。
托兰国王（Turan King，声：小川真司）
托兰王国的国王，米莉亚与莉莉亚娜的父亲。因为病重，国政由莉莉亚娜摄政。
聯邦艦隊攻打王都時留在王宮，隨王都遭受「流亡號」毀滅打擊一同殞滅。

### 亞迪斯联邦／阿蒂斯聯邦
莎娜／莎拉（Sārā，聲：伊藤加奈惠）
聯邦皇帝、稱號「奧古斯塔」（Augusta），10歲。前女皇法拉霍納絲的稚齡女兒。
因年幼并没有掌握实权，仅属联邦象征。認為自己有責任保護所有人民、使他們歸順自己。在内乱中被总统和众将军所利用。
在听到飛夢于会议中大谈格兰飞赛后，对其产生兴趣，并进而与飛夢等人交好。
波厄尼斯一战后的和谈会议，在飛夢的援护下，成功的使两军达成和平协议。
「皇家流亡號」的活體關鍵。
法拉霍納絲（Farahnāz，聲：安藤麻吹）
聯邦前女皇，故事展開時已逝世十年；在象徵和平的格蘭飛賽會場上遇刺身亡。
十分溫柔，主張族群之間的共和。但個人指出，過去曾經為這個信念做了許多殘酷的事。
盧梭尼亞·赫弗斯／路斯基尼亞·哈菲茲（Luscinia Hāfez，聲：興津和幸、齋藤千和（15歲時））
联邦总统，国家实际上由总统代为皇帝运作。
基尔特家族成员，同时为皇帝护卫出身。左眼于10年前第一届格兰飞赛时，为保护前任奥古斯都：法拉霍纳丝而受伤。
底下有直属舰队（强行制压舰队），搭乘的旗舰为「印辟突斯／因佩托斯」。
表面为诉求排除回归民的激进派，并罗织罪名血腥镇压异己贵族。在和谈的会议中，想要接受莎娜的想法，与回归民共存，但在莉莉亚娜被迪兰误杀之后，又重新燃起原本的想法，掳走身为活体关键的莎娜，启动在寒冷极地的「皇家流亡号」。
试图手握最终兵器以达成恐怖和平，在波厄尼斯最终战役中操纵皇家流亡号与联合军对峙。最后与皇家流亡号一起灭亡。
真实意图据飛夢指证应为承担所有战争的责任，斩断仇恨的连续，创造真正的和平。
幼時暱稱「盧亞」（ルキア），不過十年後阿拉烏達仍這樣叫。
阿拉烏達／阿勞達（Alauda，聲：松風雅也、小松由佳（15歲時））
直屬於總統的情報部部長，以暗殺及情報搜集為主。
基爾特家族成員，從前與盧梭尼亞一起當皇帝護衛。
率領傳聞不論敵我皆殺的「殺無赦部隊」（The Extermination Squad）。
与迪奥战斗，结果被迪奥所杀。
沙德里／萨多里（Sadri，声：土师孝也）
联邦五将军之一。指挥第一舰队（机动战列舰队），是位超过60岁的资深老元帅。
搭乘的座舰为「安莎尔」，后来被米莉亚趁隙一枪击沉。
麾下舰队大多由老练士兵操作的旧型战舰组成。
10年前的格兰飞赛中，暗杀部队在颁奖典礼时要行刺女皇。为了保护女皇而以肉身抵挡暗杀部队的攻击导致一腿瘸了。
在波厄尼斯之役中，利用假信号使戈纳基思和第三舰队自相残杀，并一度将托兰舰队和第三舰队逼入绝境，但后来遭到苏比沃斯的攻击重创第一舰队而撤退。后来又立刻率兵攻入波尼厄斯，在法姆将莎娜的信件传达给第一舰队后，向第一舰队下令停止攻击。
和谈失败收场后，与总统合作进行达成和平的最后一战，并计划在此战后退休。坚信着总统能达成法拉霍纳丝女皇的和平信念并一直在旁辅佐他。
波厄尼斯最终战役中，率领着残余的第一舰队死守住皇家流亡号，抵抗着联合军的进攻。面对第三第四舰队以及空族跟苏比沃斯的攻击仍能有效的牵制住联合军。但之后被苏菲亚以及文森率领的安纳托勒援军突击，使得联合军顺利进入皇家流亡号。
最后证实为飛夢的爷爷。
鳳珊／芭桑特（Vasant，聲：折笠富美子）
联邦五将军之一。指挥以保卫王都为主的第五舰队（亲卫重甲舰队），将领中唯一的女性。
擁有紫水晶顏色的瞳孔，過去人稱「克昂斯紫水晶」。現身負聯邦涉外事務及教導莎娜的責任。
克昂斯遗族在戈纳基斯一战全数牺牲后，决定讨伐盧梭尼亚。非常不认同盧梭尼亚的意念与行为。
和谈失败收场后，在盧梭尼亚欲强行带走莎娜时与之发生战斗，最后死于盧梭尼亚的手刀攻击。
索修／索爾修（Sorūsh，聲：中村悠一、原紗友里（14歲時））
聯邦五將軍之一。面貌英俊，個性不拘小節，指揮以高速戰艦組成的第四艦隊（高速追擊艦隊），有「神速」（The Swift）的美譽。
覺得達成和平的目標比任何一件事更重要，為此可以持續攻擊回歸民甚至皇帝。
与奥兰是军校的同期，曾许下无论对方意志如何都会在其背影默默支持的承诺。开玩笑说自己曾经跟芭桑特告白，但遭拒绝。
在進攻波厄尼斯時疑似陣亡，但隨後在波厄尼斯最終戰役中登場並加入聯合軍，與第三艦隊合流一同突破第一艦隊。
搭乘的座艦為「剎那帕特」。
凯邦／凱文（Kayvān，聲：小西克幸）
聯邦五將軍之一。指揮具有強大毀滅性的第二艦隊（重攻強襲艦隊）。有「亞迪斯最強之槍」（Ades' Almighty Spear）的美譽。
認為士兵們就是劍，不需帶有任何感情，只要服從主人的命令去攻擊敵人即可。
和谈失败收场后，与第一舰队一同阻挡联合军的进攻。在战况占优势时，突然被盧梭尼亚从北国发射的「皇家流亡号」主炮攻击，使得所统领的第二舰队尸骨无存，但其仍侥幸存活下来。
奥蘭／歐蘭（Ōrang，聲：福山潤、本田貴子（14歲時））
聯邦五將軍之一。指揮以先鋒任務為主的第三艦隊（野戰機動艦隊），性格沉著冷靜。
自小训练就真挚地尽忠于皇帝，比起以最快方式追求和平的總統，更相信莎拉，因此和好友索爾修意見不合，走上不同的道路。对于盧梭尼亚用流亡号造成的破坏似乎有点不满。
搭乘的座艦為「贊加納特」。
在聯合軍攻打波厄尼斯期間，因對是否該攻打女皇殿下而苦惱不已，最後還是選擇幫助女皇殿下，加入聯合軍。
加入聯合軍後，十分關注米莉亞公主的情況，並對其背負的痛苦表是能夠理解。
和談失敗收場後，與第一及第二艦隊對峙。而後與第二艦隊交戰後處於弱勢，在危及時被總統從北國發射的神秘武器所救，但也因看到武器帶來的毀滅性攻擊而崩潰。
波厄尼斯最終戰役中做為先鋒，試圖突破第一艦隊的防守將蘇比沃斯送入皇家流亡號拯救莎娜。
奇爾斯艦長（Commander Cirrus，聲：飯島肇）
联邦贵族，全名「艾斯托·奇尔斯·力德曼」（Ernest Cirrus Lindemann）。
飛夢称他「色鬼舰长」（Creepy pervert of a captain）。
腦滿腸肥的中年男子，有戀母情結傾向。
一再碰巧成为飛夢下手目标。
羅莎娜德·巴班魯／羅莎娜克·巴班魯（Roshanak Babar，聲：坂本真綾）
擁有男爵爵位的聯邦女貴族、前他國王族。戰艦納菲德的擁有者。
喜好美少年跟賭博，地下先鋒艇飛賽常客。
亞斯巴魯·亞納德（Yashbal Anand，聲：小山力也）
罗莎娜克男爵雇用的先锋艇好手，人称「不败游隼」（Unbeatable Falcon）。
曾为「格兰飞赛」决赛、现是艾里达拉达的地下先锋艇飞赛选手，遇上法姆前战果为120连胜。
古烈（Créche，聲：松風雅也）
第三艦隊奧蘭的副官。
姬素／居澤爾（Guzel，聲：根谷美智子）
第一艦隊薩多里的副官。10年前父親在格蘭飛賽中為了保護莎娜而死，而後追隨薩多里成為他的副官。
在波厄尼斯最終戰役中認為能帶給大家和平的是總統與沙德里一方，因此自願留在第一艦隊與聯合軍對戰。

### 安那托勒·度西斯
塔琪安娜·魏斯洛（Tatiana Wisla，声：喜多村英梨）19歲
蘇比沃斯的艦長，軍階為少校。有時會親自駕駛紅色先鋒艇出擊。出身於沒落貴族，和艾莉斯堤雅為軍校時代的朋友。
作戰時較為沉實，曾以尖銳的話給米莉亞建議，但偶然亦不介意和戰友輕鬆一下。
在莉莉亞娜復出後，蘇比沃斯遭到殺無赦部隊的入侵，而暫時回到安那托勒，重建蘇比沃斯。後在波厄尼斯之役中出現，並重創第一艦隊。
波厄尼斯最终战役中，与艾莉斯提雅率领着先锋艇部对潜入皇家流亡号试图拯救莎娜。但在突进后遭遇星型机的攻击，自愿断后让飛夢等人能够继续前进。
曾於前作《最後流亡》登場。
艾莉斯堤雅·艾格纽（Alister Agrew，声：桑谷夏子）19歲
苏比沃斯的副舰长，军阶为大尉。在塔琪安娜出击时代理指挥。和塔琪安娜为军校时代的朋友，昵称「艾莉斯」（Alis）。
曾提醒潔思兒要理解伙伴间的关系。常对一表认真的塔琪安娜报以笑容。
曾於前作《最後流亡》登場。
西西莉（Cecily，聲：中島愛）
蘇比沃斯的聽音員。
雷纳德·贝克（Leonard Baker，声：中田让治）
蘇比沃斯的大廚。除了負責廚房事務外，亦能帶領部隊進行肉搏戰。
奧拉夫（Olaf，聲：寺杣昌紀）
蘇比沃斯的整備長。
伊格拉斯（Ignace，聲：勝杏里）
蘇比沃斯的整備員。
尼可羅（Niccolò，聲：入野自由）
蘇比沃斯的整備員。
艾利歐（Elio，聲：小松未可子）
蘇比沃斯的整備員，戴著眼鏡。
雲遜·阿爾察伊／文生·阿爾錫（Vincent Alzey，聲：鄉田穗積）
安那托勒·度西斯联合王国的先遣部队总司令官，负责托兰王国的外交结盟任务。喜爱咖啡。
搭乘旗艦是「烏爾班」。
波厄尼斯最終戰役中，在戰況膠著時率領著安那托勒的援軍等場，成功打擊了第一艦隊並製造機會讓蘇比沃斯突入皇家流亡號。
有别于第一季乌尔班号被流亡号触手刺穿的惨况，本季乌尔班号的冲角能成功的粉碎流亡号上攻击的触手。
曾於前作《最後流亡》登場。
奥比丝·E·咸美顿／艾儿薇丝·E·汉弥尔敦（Alvis Hamilton，聲：花澤香菜）13歲
基爾特家族成員。伴隨著王國的先遣部隊，駐守於烏爾班。後來烏爾班遭到入侵，在迪奧的幫助下逃離。
對流亡號一再成為戰爭軸心有所感嘆。
波厄尼斯最终战役中，与飛夢、潔思兒、迪兰等人潜入皇家流亡号意图拯救莎娜。
是安那托勒·度西斯聯合王國EXILE的生體鑰匙。
曾於前作《最後流亡》登場。
克勞士·沃卡（Claus Valca，聲：淺野麻由美）17歲
于安那托勒·度西斯里休闲生活。
目前骨折須以輪椅代步。
骨折原因是為了阻止精神爆走的迪奧，而被對方開槍擊中。那一天正好是迪奧的18歲生日。
曾於前作《最後流亡》擔任主角。
拉薇·海德（Lavie Head，声：斋藤千和）17歲
于安那托勒·度西斯里休闲生活。
曾於前作《最後流亡》登場。
蘇菲亞（Sophia，聲：山崎和佳奈）
安那托勒·度西斯联合王国的皇帝，波厄尼斯最终战役中，搭乘着银之战舰，率领安那托勒的军队参与对抗盧梭尼亚的最后决战。
曾於前作《最後流亡》登場。

### 戈納基斯／古拉奇耶斯
迪蘭／蒂安（Dyan，聲：尤加奈）
戈纳基斯军钻石中队的队长，负责国境的警备任务。
作戰和大部分時間都十分冷酷，但對著熱切的國民仍會報以尊重和微笑。
由于飛夢等人曾在战场拯救队友，所以她后来亦有所报恩。
戈纳基斯灭亡后加入联合军，在和谈的会议中，原想枪杀盧梭尼亚，却误杀莉莉亚娜。之后对于自己的行动并不感到愉悦。
波厄尼斯最終戰役中，受米莉亞所托，駕駛先鋒艇帶著奧比絲潛入皇家流亡號試圖拯救莎娜。
維奧娜（Viola，聲：Jenya）
鑽石中隊的隊員。
普莉穆拉（Primula，聲：原紗友里）
鑽石中隊的隊員。
麥蘿麗雅／瑪格諾莉亞（Magnolia，聲：小見川千明）
鑽石中隊的隊員。為語言不通的迪蘭翻譯飛夢等人的話。

## 用語

### 空族
空族（Sky Pirates）
對政府不滿或流離失所的人而聚集之獨自勢力、以「鯨」及捕鯨術語表示盜獵空中戰艦的「空賊」，下手目標大多是亞迪斯聯邦。
捉到獵物後，勸告艦上乘員解除武裝、不從者施以威嚇射擊驅趕下船，將其解體喊價出售。
居住在超過空中戰艦飛行限度並由外壁保護的高地，應用獵物的科技製作飛行器，「卡塔法路」（Kartoffel）為空族集團的根據地之一。
由於所處環境小麥不足，一般食用「馬鈴薯麵包」（Potato bread）。飼養山羊、羊和犛牛等適合高原的動物作為奶類來源。
- 風佑飛翼！（May the wind carry your wings!）
空族彼此祝福的話語，起初指「飛行順利」，後發展成「祝達成目標」的意思。
- 祝一路順風！（Good tailwinds!）
空族彼此祝福的話語，起初指「乘風可快點到達目的地」，後發展成「祝成功」的意思。
- 藍7黑5（7 blues, 5 blacks）
因這世界沒有無線通信，在空中傳達訊息多用煙霧彈或閃光彈。依照彈色、個數不同來傳達不同的訊息。
- 迷途飛翼有風輕扶（May the wind carry wings that are lost）
由於空族為流離失所的人所組成，因此規矩上對於遇到困難的人也會予以幫助。
- 散落飛翼歸天兮（Return fallen wings to the sky）
空族的另一個規矩，為已解體的艦艇舉行送葬儀式。
- 山望台（Lookout）
原指日本古時捕鯨觀測台，在此為空族於各地設置具備氣象觀測、導航、簡易補給、情報傳遞的看守據點。
- 歐拉·卡耶·托迪·泰（ola kae tode tai）
原指印尼著名捕鯨村「拉馬萊拉」（Lamalera）遠古祖先流傳下來的話，意思為「以活於大海為使命」；在此為空族自古傳承下來的話，意思是「以活於天際為使命」，具體意義不明。
- 翻躍（Breach）
原指鯨魚躍出水面，在此為艦艇急速爬升衝出雲海。
- 擺尾（Tail Slap）
原指鯨魚浮出又潛入時用尾部拍打水面，在此為艦艇爬升浮出又鑽入雲海時、露出尾部的狀態。
- 第1叉（First Harpoon）
原指捕鯨時先射入第1叉，後依目標狀況補上數叉，因第1叉對於獵捕成敗關鍵很重要，而由身手最好的人執行。在此為由第1叉命中者執行其後作戰指揮。
亦可指附在空族「大型制動魚叉」的小型魚叉，具散布金屬箔弱化克勞迪亞的作用。

津維貝爾（Zwiebel）
靠近杜蘭、空族前線基地「津維貝爾寨」（Fort Zwiebel）周邊的空族，跟卡塔法路交流較為熱絡。
比爾茲（Pilze）
常與卡塔法路交流、為數不少的空族，也常共同行動。
卡洛特（Karotten）
根據地在比爾茲附近的空族，兩者常一起行動。
修柏爾戈（Spargel）
山寨離卡塔法路較遠的空族，勢力雖大、但因距離的關係，兩者很少一同行動。
庫比斯（Kürbis）
以庫比斯山望台附近為根據地的空族，跟修柏爾戈交流比卡塔法路還深，很少與卡塔法路一起行動。
大黃蜂（Vespa）
空族吸收各方科技製作的小型先鋒艇，大小約先鋒艇的五分之一至六分之一。機身亦較圓和短小；座位和空間卻比一般先鋒艇多，可以同時容納三個人。
飛行員後座的導航員通常會站著，負責飛行指導、周邊警戒、填裝彈藥等等的工作。較為輕巧，速度幾乎是所有船舶中最快。
中型大黃蜂（Medium Vespa）
空族的中型飛行機械，主翼、前腳沿用杜蘭運輸機的零件，翼下可搭掛大型制動魚叉。
浮游船塢（Floating Dock）
空族母艦。設置對捕獲艦艇的克勞迪亞元件直接作業用甲板、各種工作機械、起重機和用橋等。機動性比外觀看起來還高。

### 杜蘭
杜蘭王國（Turan Kingdom）
主要人民曾乘上流亡號逃避災禍，然後回歸大地建立王國，首都「伊古勒西亞」（Iglasia）。位於格蘭湖西南部，擁有溫暖的氣候、肥沃的大地和豐富的水源，農業發達、產量居大陸之冠，也被稱為「世界的麵包籃」（Breadbasket of the World）。
遭亞迪斯聯邦攻陷首都後投降、併入聯邦。
- 飛翼聖女
王國的象徵也是守護神；侍者「拉薩斯」。

拉薩斯（Lasas）
代代象徵杜蘭王國的旗艦以此命名。「和平之柱」（Pole of Peace）矗立於艦首，必要時可轉向做「撞角」（ram）攻擊。
杜蘭亡國後被空族解體出售。莉莉亞娜復出後，以擄獲的勝利王子號為杜蘭旗艦「拉薩斯」。
另外以米莉亞為首的流亡政府，則是以搶來的原聯邦第一艦隊旗艦安莎爾做為其流亡政府的旗艦，聯邦元帥薩多里在波尼厄斯之役將它視為拉薩斯，且毫不留情的要將她擊沉。
波厄尼斯最終戰役之後，杜蘭又重新建造拉薩斯二號艦，擔任王國的新旗艦。
- 飛翼少女（The Winged Maiden）
旗艦「拉薩斯」的別名。

杜蘭王國標準型戰艦
為兩對大型雙翼與飛船的造型組合,主要武裝為艦艏機翼與機身中間的五門大口徑火砲,火炮為固定式的設計,需配合艦體的方向來調整,基本上武裝比起聯邦標準型戰艦而言較為貧弱,動力來源除了克勞蒂亞單位外,還有七具螺旋槳推進系統,機動性佳,適合俯衝突擊的戰術但在傳統的艦隊戰中吃虧許多。
在聯邦初期的談判與王都保衛戰中損失慘重,其殘餘的艦隊則是全部投入波厄尼斯最終戰役中。

### 亞迪斯
亞迪斯聯邦（Ades Federation）
位於格蘭湖西部的國家，吞併周邊諸國、壯大版圖，及至與杜蘭王國國境接壤後，兩國屢次發生衝突。實行軍事國家的體制，具有壓倒性艦隊戰力，目標是種族清洗從宇宙歸來的移民，壓制和統治全世界。
聯邦不承認回歸民的存在，將併吞土地上的人民趕出去、移入本國居民。存留下來的回歸民，是率先表達恭順之意、積極將國家納入聯邦的支配階級，以此換得貴族。
在波厄尼斯的最終戰役之後，聯邦被解除部份武裝，同時協助重建像杜蘭、空族等曾遭到併吞與摧毀的國家地區。
口號：「一個行星、一個國家、一個民族」（A single planet, a single nation, a single people）
- 哥連亞地方（Gonia region）
聯邦東北部十分寒冷、貧瘠的山岳地區，當地住民為118年前杜蘭回歸時被奪走原居地、到此避難的族裔。杜蘭被滅後、植入其領地。
- 密特邦（Metōpon）
過去杜蘭王國的鄰國，現是聯邦的一部分。被攻陷時不少艦艇遭到破壞、部分流至空族手中。
- 波厄尼斯（Boreas）
聯邦北方地區，因當地盛產克勞迪亞礦石，並有不少地勢險要的峽谷而成為北方航線要衝。築起具備軍港的堅固要塞，亦是通行艦艇的補給據點。
- 納比克司令部（Narvik Command）
聯邦北部方面軍的司令部，統括北部周邊的貴族軍。
- 沙和基地（Shahiya base）
聯邦暫設補給基地，貴族軍使用為主。
- 薛拉斯（Shiraz）
聯邦貴族領地、交通要衝。庶出的長男與嫡出的次男引起繼承人之爭，造成領地內混亂。
- 艾里達拉達（Eldorado）
地名意為「黃金鄉」，通稱「歡樂街艾里達拉達」（Eldorado entertainment area）。
原是貴族領地內的不毛之地，改名並設置不少以比賽場地為主的社交、自由交易場所。
- 菲路氏領（land of Fields）
北方大貴族領地之一，原是富裕小國但自願與聯邦合併而得到伯爵爵位。

聯邦戰艦（The Federation's Battleship）
- 因佩度斯（Impetus）
總統直屬艦隊的旗艦、也是盧梭尼亞的座艦。在波厄尼斯的最後戰役中，改由薩多里元帥來指揮。最後解除武裝與皇家流亡號一起被摧毀。 
  - 參變管電算室（Parametron Computation Room）
這世界的電算機採用「參變管」（Parametron）回路。為能擊中飛行戰艦所需高度射控方位，特在旗艦「印辟突斯」配備大規模電算機和測定器、來指示他艦目標。

- 安夏爾（Anshar）
第一艦隊旗艦、薩多里元帥的座艦。外形比較像舊式，但乘員幹練士氣高，對戰艦的熟悉度也極優。
- 贊納特（Jagannath）
第三艦隊旗艦、歐蘭將軍的座艦。正式名稱「艾杜明拉里」（Admirari）。其壓倒性戰果、心狠手辣，敵我雙方稱為「贊加納特」。
- 剎那帕特（Senapati）
第四艦隊旗艦、為索爾修將軍的座艦，聯邦的新型S級戰艦1號艦，屬於快速打擊火力的高速戰鬥艦。
- 波斯（Borth）
第一艦隊第一戰隊二號艦。同型艦為同戰隊的「亞古斯」（Aniguis）、「拉克達」（Lacerta）、「刻萊雅」（Cochlea）。
安夏爾被搶走之後，現接替為第一艦隊旗艦。
- 馬利基塔斯、因佩利烏
配屬第一艦隊的兩艘先鋒艇母艦，在波尼厄斯之役中被戈蘭基斯攻擊機擊沉。
- 英普魯斯
第三艦隊隸屬的I級戰列艦，在波尼厄斯之役中由於艦長下令攻擊戈蘭基斯攻擊機而被擊沉。

聯邦標準型戰艦
- 格拉斯型超無畏級戰艦
以印辟突斯為藍本簡化的量產型戰艦，近10年開始建造，由於直線線條簡單以及部件共通化，能用模組化方式提高量產性。
大多數配置在第一與第五艦隊中，是艦隊戰中的骨幹之一，砲擊能力強，但防護力較為薄弱，在波尼厄斯之役中被死神蘇比沃斯的多聯裝穿甲噴推彈摧毀多艘，目前第一艦隊旗艦波斯為同型艦。
- 馬利基塔斯型先鋒艇母艦（インペリウム級ヴァンシップ母艦）
以格拉斯型為原型，原本計劃是為第三艦隊建造的I級戰艦，以減少彈藥庫為代價增加停機庫，因此可收納大量先鋒艇。
主要任務為偵察及小規模戰鬥，由於削減了部分火力，故不適合用於艦隊決戰。

聯邦舊型戰艦（The Federation's Old Model Battleship）
聯邦軍將汰換的舊式戰艦，提供或賣給貴族軍。過去曾在外觀上爭奇鬥豔，比較顏色和「尖塔」數量。
- 尖塔（Tour）
舊式戰艦一度配置的對地攻擊裝備，並附加獨自行動能力成為登陸艦。
- 勝利王子（Prince of Victorious）
奇爾斯艦長的座艦。艦名意指「以勝利自豪的貴公子」，卻用「of＋形容詞」。與其他貴族的「Prince of Victory」、「Prince Victorious」等艦名容易混淆，往往造成聯邦士兵在文書上的困擾。
- 烏斯勒古拿、阿耶斯瑪（Ursragna, Aeshma）
兩艘同型艦。外表以尖塔數辨別，有兩座的是烏斯勒古拿、三座為阿耶斯瑪。當時烏斯勒古拿已出港，被搶奪的是阿耶斯瑪（勝利王子）。
- 納菲德（Nāhīd）
羅莎娜克男爵的座艦。聯邦舊式「薩達露芭級」（Shatarupa Class）改良艦。同型艦有「阿娜伊蒂斯」（Anaitis）、「阿娜希塔」（Anahita）、「阿蕾德薇」（Aredvi）等，全都賣給貴族。

長程戰列艦（long-distance ship-of-the-line）
第三艦隊主力戰列艦。外觀跟聯邦一般型幾乎一樣，但構造模組化可依戰況變更配件。因續航距離長而提高居住性，炮戰能力比一般型稍差。
重高速教導艦（heavy high speed training ship）
即第四艦隊裝備的S型戰艦。由於新型克勞迪亞機關的裝備以及更加洗練的設計，使其有效載荷增加，能夠兼備高航速和重火力，艦首衝角和裝甲也得到了強化。索爾修的座艦剎那帕特（Senapati）即為本型1號艦。
優秀的艦員都會優先配備到本型艦上，而第四艦隊又經常在訓練中作為其他艦隊的假想敵，所以被冠以「教導」之名。
驅逐艦（destroyer）
薩多里艦隊測試的艦種，比一般戰列艦小、速度佳，裝備大量的小口徑砲、新式魚雷，為守護大型艦不受高速、迴轉半徑小的先鋒艇威脅而製作。
回轉式推進器（The rotary propellers）
聯邦艦採用的推進機關。艦側裝置不少的「鰭」在回轉帶上，以弱克勞迪亞力划著空氣獲得推進力。別名「爬蟲系統」。

### 戈納基斯/古拉奇耶斯
戈納基斯（Glacies）
位於格蘭湖北方，使用俄語、奉行孤立主義的大國，視外人為蠻族。貫徹完全鎖國，不干涉他國的一切、亦不容許對本國進行干涉，會毫不留情地追捕、甚至擊落侵入者。而國內最強大的武器為流亡號，在與亞迪斯聯邦的戰爭中，整個國家連同流亡號一起被摧毀。
鑽石中隊（Adamas Squadron）
迪蘭所率領的攻擊機中隊。與「綠寶石中隊」（Smaragdos Squadron）、「紅寶石中隊」（Carbunculus Squadron）和「藍寶石中隊」（Sapphyrus Squadron）合稱「四翼少女」，中隊成員則稱「飛翼巫女」（Winged Priestess）。
戈納基斯攻擊機
超越各國科技的高速雙座攻擊機、搭載50mm對艦砲，機身採盧恩字母塗裝；他國稱為「火箭式戰鬥機」（Rocket Fighter）。

### 安那托勒·度西斯
安那托勒·度西斯聯合王國（United Kingdom of Anatoray-Disith）
位於格蘭湖東南方，由前作《最後流亡》安那托勒、度西斯兩國聯合組成。母星回歸作業持續中。
西爾維厄斯（Silvius）
安那托勒特殊戰艦，銀之戰艦級2號艦，傳說實力可匹敵亞迪斯聯邦艦隊；神出鬼沒，有「死神」、「幽靈船」、「魔物」之稱。
下方設計特別空蕩，以便海上和空中航行的變換。變換潛水時關閉中下甲板的水密門、壓載艙進水，因此需疏散中下甲板的船員、注意艦艇穩定。
- 水密門（Watertight Door）
艦艇內部防止浸水的門，空中戰艦通常沒有、西爾維厄斯才有的特殊設計。
- 壓載（ballast）
為維持船艦航行穩定，在「壓載艙」（ballast tank）內裝入水、沙、石等做壓艙物；蘇比沃斯具潛水機能，壓載方式是注水。
- 艦首多聯裝穿甲噴推彈（forward multi-mount jet-propelled armor-piecing shells）
艦首裝備的火箭砲，跟魚雷同樣應用先鋒艇加速器技術的兵器。命中精度稍劣，不過比主砲彈口徑還大的大型火箭彈齊發、能予以目標重大打擊。 
  - 重芯翼穩彈（Heavy core, winged type）
為增強火箭彈命中精度及威力，彈體裝上穩定翼、以重金屬加工成細長箭矢狀的特殊砲彈。比一般穿甲噴推彈更具有加倍的裝甲侵徹力。

- 艦首長砲身砲（forward long-barrel guns）
艦首左右裝備的隱蔽式大砲。正式名稱「艦首口徑漸縮式雙聯迫擊砲」。

烏爾班（二代）（Urbanus）
先遣部隊司令官文生搭乘的座艦。設定同前作《最後流亡》。
原計劃建造50艘同級艦並完成了最初的6艘，但因為不良的運用實績（2號艦至6號艦先後在前作的戰鬥中被擊沉），導致後續艦計劃被取消。
原烏爾班號已在前作與基爾特的最終戰役中重創擱淺，本艦以烏爾班級第2批次在建的7號艦瓦雷利與8號艦勞連斯的建材拼裝而成。
銀之戰艦
安那托勒皇帝蘇菲亞的座艦。在前作《最後流亡》出現過。在前作與基爾特的戰役中，整艘戰艦受到重創，但在本季已經完好如初，並在波厄尼斯最後戰役重新出現，與盧梭尼亞和「皇家流亡號」展開最後決戰。

### 南方諸國
諾托司（Notos）
沙漠國家，其防衛艦隊在杜蘭王國被滅後與亞迪斯聯邦艦隊交戰，結果仍不敵而遭殲滅。
尼埃魯（Lierre）
格蘭湖南岸的小國之一，位於杜蘭東南方；再往東過去就沒有國家了。
克昂斯（Chaos）
曾位於亞迪斯聯邦南方的國家。其中生來瞳孔具有紫水晶顏色的士兵以忠誠、驍勇令敵膽寒，別名「克昂斯紫水晶」（Amethyst of Chaos），現也是克昂斯出身、居五將軍高位的芭桑特之別名。

### 北方諸國
柯爾波半島（Corbeau Peninsula）
位於北方的半島，小國林立，為大國亞迪斯聯邦、戈納基斯之間的緩衝地帶。
萊突斯（Rhaetus）
北方諸國之一，眾所皆知的穀倉地帶，經濟也相當發達。擁有大量較為精銳的軍隊與艦齡頗新的戰艦。
塔·奧畢斯唐（Ta Opisthen）
北方諸國之一，距亞迪斯聯邦比萊突斯和波尼厄斯還遠的地方。位處比較寒冷地帶，致力於黑麥栽培，成為格蘭湖周邊諸國中最大的黑麥產地。
另外，使用黑麥的酒精飲料是當地有名特產、重要的出口產品。
克馬里（Kumari）
北方小國之一。傳統以女性為元首，不過國力很弱、與周邊各國共同進行國家防衛。由於夾在各式各樣的國家之間，貿易成為主要的產業。
亞斯亞（Arshiā）
北方小國之一，在這世界稀有地引進總統制的國家。一度致力於重工業上，但與他國競爭落敗、國力大幅滑落，軍備不過是鄉土防衛隊的等級。
雪福魯（Sepehr）
北方小國之一。由大公地位的君主統治，跟克馬里同樣投入貿易發展。在北方小國家中較投注在軍事上，也可提供傭兵防衛周邊各國。

### 其他
格蘭飛賽（Grand Race）
昔日亞迪斯聯邦與諸國訂立和平條約時，所舉辦的先鋒艇大賽。
格蘭湖（Grand Lake）
大陸中心巨大的淡水湖，供給人類生存必需的水源、視為神聖之湖；不少聳立於湖面的島嶼，空族也在此設立據點。
- 波魯魯群島（Bolūr Islands）
格蘭湖的群島之一。
- 神穴深淵（The Hole）
顧名思義，格蘭湖中巨大深穴、咸信是湖水泉源，對大湖周邊人類來說是聖地中的聖地；杜蘭流亡政府在此與空族、安那托勒舉行結盟儀式。

環格蘭湖條約（Tran-Grand Lake Treaty）
格蘭湖周邊國家締結的條約，涉及周邊各國流動和交易、水資源利用等廣泛領域共通化，並統一照明彈和信號標準。這條約最初簽訂是在一百多年前，此後也定期更新。
回歸民（returnee）
太古時代因星球氣候劇變，導致無法居住，當時人類等待環境回復只有兩條路可選：
1. 搭乘巨大移民船流亡號離開，到人工天體「普雷斯提爾」（Prestale）避難。
2. 在地表剩下可居住地繼續生活。

歷經漫長的歲月，文明倒退、製作流亡號技術失傳，星球重現生機，人類可居住地增加。在此時，避難到普雷斯提爾的子孫，再度搭乘流亡號陸續回到母星。
但豐饒土地有限而引發紛爭、造成對立，原留在母星的人民組成亞迪斯聯邦對抗回歸民建立的國家。
聯邦經過數十年壯大，因「亞迪斯的正義」而失去國家和故鄉的回歸民，不是建國就是移至別的國家，還有不依賴國家、自成一體的空族。
戰列艦（ship-of-the-line）
原指风帆战列舰，在此為各國一般空中戰艦，不單獨行動而是成列戰鬥。
先鋒艇（Vanship）
雙人座飛行艇，機身較為細長，同前作《最後流亡》的設定。
迪奧的先鋒艇是與空族一起時，利用廢棄零件做出的機體，金屬框架、木製外皮結構，在速度、運動性能、續航距離上擁有世界最佳潛力而自豪。
- 撒赫斯（Shaharz）
亞迪斯聯邦主要先鋒艇的稱呼。

剪式飛行（Scissors）
兩機急速蛇行、剪形交叉轉彎的飛行動作。
流亡號（EXILE）
太古人類從荒廢世界（藍星）到人工天體所搭乘的移民船。計有六艘以新月的形態隱藏於太空之中，後代子孫已忘了它們的存在，只有少數人知曉。
啟動後待機模式的流亡號在船身覆有堅硬的裝甲，遭受攻擊則以觸手反擊，其威力大到足以摧毀整個杜蘭王國首都。目前知道亞迪斯聯邦、安那托勒、戈納基斯、杜蘭有流亡號。
- 杜蘭的流亡號
是以新月型的型態存在於太空中。在活體關鍵莉莉亞娜公主被亞迪斯聯邦奪走以後，落入盧梭尼亞手中，並因自我防禦系統被啟動而消滅整個杜蘭王都。在戈納基斯戰役中，受到莉莉亞娜的召喚，將戈納基斯的流亡號給摧毀，還導致戈納基斯整個滅國。在波厄尼斯最終戰役裡，受到活體關鍵的米莉亞的召喚，成為聯合軍的盾牌，成功抵擋「皇家流亡號」的砲擊，但這也讓流亡號整個被消滅。
- 戈納基斯的流亡號
活體關鍵不明。在戈納基斯戰役被召喚出來，重創第二艦隊和第四艦隊，最後被杜蘭的流亡號摧毀。
- 安那托勒的流亡號
活體關鍵為艾兒薇絲·漢彌爾敦。在前作《最後流亡》是安那托勒與基爾特的戰爭起因，戰爭結束後，歸為安那托勒保護，防止其他人再次濫用。
- 皇家流亡號
活體關鍵為莎娜。其外型和亞迪斯聯邦的國旗圖案一模一樣，是被遺留在地面的居民仿造離開的流亡號自行花費長時間建造的巨船，外型和科技與正統流亡號有些不同，但是花費了無數代人的時間建造依然未能完工，最後半完工廢棄。一直隱藏在寒冷的北方，盧梭尼亞也是為了「皇家流亡號」才一直向北方進軍。和一般的流亡號不一樣，船身有多門各自僅可以使用一次破壞力非常強大的破壞砲；但其實是推進器，其威力能將海洋分成兩半，甚至可以把一般的流亡號消滅掉，「皇家流亡號」同時也具備自我防禦機能和「觸手」攻擊。在和談會議失敗後，盧梭尼亞帶著莎娜啟動「皇家流亡號」並與聯合軍交戰，然而最後半完工的船體過度使用推進器和被打擊破壞在戰爭中逐漸解體墜毀。
- 星型機
外型為十字的戰鬥機，每艘流亡號內部都會有的設備。前作《最後流亡》裡，基爾特領導人戴菲妮曾將星型戰鬥機作為基爾特的武器。在波厄尼斯最後戰役裡，此戰鬥機襲擊攻入「皇家流亡號」的飛夢等人。

白之遺產（The White Legacy）
分散在世界各地，自太古以來沉睡的技術、與基爾特有關的設施總稱。
白之後裔（A scion of the White）
在亞迪斯聯邦指基爾特人。
基爾特（Guild）
為了再生遭污染的地球環境、使人類繼續存在，管理世界的科學技術、控制文明水準及人口的組織。同前作《最後流亡》的設定。
雙衛（twin）
基爾特派來的護衛。以年幼時一起訓練的二人一組行動，互相彌補彼此的弱點。派遣者是從眾多成對候選中勝出，具壓倒性戰鬥力及武術、出色智力和行動力、忠誠心強。
藍星（Blue Star）
劇中人類回歸的母星稱呼，在前作《最後流亡》的出版設定資料則明講是地球。
- 噴射氣流、阵风卷（Jet stream, Gustnado，氣象專有名詞）

無音航行（Silent Running）
因這世界索敵主要靠目視跟聽音，而會極力避免艦內發出聲音。但優秀聽音員能依艦艇風切的聲音掌握位置，難以完全做到無音航行。
左16點一起調頭
意思是一起向左180度調頭。「點」（point）為航海、航空相關角度的計量單位，1點＝11.25度（90/8°）。
繆斯帝昂（Mysterion，μυστήριον）
希臘語：，意為「奧祕」，原指「啟蒙」、「祕密」或「一個祕密的啟示」。在《最後流亡》系列則是啟動流亡號的謎詩。
啟動流亡號媒介由「活體關鍵」（Key）及朗誦對應的繆斯帝昂所構成。一旦啟動就會產生「繆斯帝昂的波動」（Mysterion pulse）。
活體關鍵及繆斯帝昂
- 莉莉亞娜·伊爾·格蘭西奧索·米路·杜蘭→米莉亞·伊爾·格蘭西奧索·米路·杜蘭
「在藍色水面上誕生的事物是」
「一句話語，一段記憶，我們將永遠安寧」
「向着在空中闪耀的六芒星」
「指引我们崭新的之处，神圣之湖」

- 戈納基斯之活體關鍵
「永久封闭大地的东西是」
「遮蔽一切的纯白结晶」
「禁忌之空，绿青色的天空」
「仅为我等同胞所开启」

- 莎娜
「沉睡在雪之大地的是，指引迷路之子的，遙遠約定」
「遼闊的星海，逝去之人的遙遠道路」
「戰爭天使所帶來的夢，那是希望和生命的象徵——皇家流亡號」
「願望之盡頭所存在的東西，超越一切的純白羽翼」
「去吧，捨棄遠古的紛爭之地，向著恩惠的天空，向著永遠的大海」
「朝著嶄新的世界，以愛子的羽翼」

## 工作人員
- 原作、動畫製作：GONZO
- 監督、音響監督：千明孝一
- 主演出：高橋幸雄
- 角色設計：村田蓮爾、堀内修、高岡淳一
- 製作設計：小林誠
- 小物品設計：片貝文洋
- 系列構成：吉村清子
- 劇本：吉村清子、神山修一、鈴木貴昭、綾奈由仁子、千明孝一
- 美術設定：金平和茂
- 美術監督：市倉敬、大久保錦一
- 軍事、SF考證：鈴木貴昭
- 攝影監督：石黑晴嗣
- 色彩設計：安藤智美
- 剪接：肥田文
- 音樂：黑石瞳、Dolce Triade（總集篇2）
- 音樂製作人：石川吉元、藤田純二、福田正夫
- 戈納基斯語監修：Jenya
- 動畫製作人：鷹木純一
- 執行製作人：小松茂明、石川真一郎
- 製作人：尾留川宏之（Flying DOG）、星野禎（GONZO）、安部正實（CBC）
- 企劃：佐佐木史朗、柄澤哲夫、川崎朗
- 製作：FAM PARTNERS（Flying DOG、GONZO、CBC）

## 主題曲
片頭曲
「Buddy」（第1－15、16－20話）
作詞、歌：坂本真綾，作曲：School Food Punishment+江口亮，編曲：江口亮
「Cloud Age Symphony」（總集篇2）
作詞、作曲、編曲、歌：OKINO.SHUNTARO
片尾曲
「Starboard」（第1、3－7、9－15、16話）
作詞、作曲、編曲：黑石瞳，歌：Hitomi
「Starboard [Silky Wind ver.]」（第8、20話）
作詞、作曲、編曲：黑石瞳，歌：Hitomi
「Over The Sky [Angel Feather ver.]」（總集篇2）
作詞、作曲、編曲：黑石瞳，歌：Hitomi
「Innocent Eyes」（第17話）
作曲、編曲：黑石瞳
「Sorrows of Life」（第18話）
作曲、編曲：黑石瞳
「Grand Exile」（第19話）
作曲、編曲：黑石瞳
（第21話）
作詞、作曲、編曲：黑石瞳，歌：Hitomi
插曲
「Wings of Honor」（第8話）
作詞、作曲、編曲：黑石瞳，歌：Hitomi
「I've Got Friends」（第9、19話）
作詞、作曲、編曲：黑石瞳，歌：Hitomi
「A Rose in the Wind」（第14話）
作詞、作曲、編曲：黑石瞳，歌：Hitomi
「Everything I wish」（第14話）
作詞、作曲、編曲：黑石瞳，歌：Hitomi
「Lost Friend」（總集篇2）
作詞、作曲、編曲：黑石瞳，歌：Hitomi

## 各話列表
- 每集副標題的由來皆為西洋棋的相關用語，請參考西洋棋用語一覽（en:Glossary of chess）。
- 開頭負責朗誦副標題的皆為尤加奈。

| 話數    | 原文標題              | 中文標題   | 劇本       | 分鏡            | 演出     | 作畫監督                              |
| ------- | --------------------- | ---------- | ---------- | --------------- | -------- | ------------------------------------- |
| 1       | Open file             | 開放之列   | 吉村清子   | 千明孝一        | 高橋幸雄 | 堀內修                                |
| 2       | Fool's mate           | 兩步將死   | 神山修一   | 祝浩司 千明孝一 | 高岡淳一 | 高岡淳一、清水勝祐 屋幸秀、藤崎賢二   |
| 3       | Light square          | 白格       | 吉村清子   | 數井浩子        | 奧野浩行 | 新保卓郎                              |
| 4       | Dubious move          | 可疑之著   | 綾奈由仁子 | 千明孝一        | 高林久彌 | 鷲田敏彌、臼田美夫                    |
| 5       | Touch and move        | 觸子走棋   | 鈴木貴昭   | 高橋幸雄        | 比嘉直   | 和田大                                |
| 6       | Over step             | 逾越       | 吉村清子   | 數井浩子        | 市村徹夫 | 日下岳史                              |
| 7       | Weak square           | 弱格       | 吉村清子   | 大原實          | 奧野浩行 | 工藤裕加                              |
| 8       | Distraction           | 調虎離山   | 鈴木貴昭   | 大倉雅彥        | 加藤顯   | 新保卓郎                              |
| 9       | Connected passed pawn | 通路聯兵   | 綾奈由仁子 | 數井浩子        | 篠原俊哉 | 羽田浩二、鈴木彩子 堀內修、高岡淳一   |
| 總集篇1 | First adjournment     | 第一次封手 | 綾奈由仁子 | 千明孝一        | 高橋幸雄 | 長田繪里                              |
| 10      | Illegal move          | 違規移動   | 神山修一   | 大原實          | 吉田徹   | 戶倉紀元                              |
| 11      | Backward pawn         | 落後兵     | 吉村清子   | 高林久彌        | 高林久彌 | 鷲田敏彌、臼田美夫                    |
| 12      | Block                 | 阻擋       | 綾奈由仁子 | 數井浩子        | 黑瀨大輔 | 岡崎洋美、山村俊了                    |
| 13      | Bad move              | 錯招       | 鈴木貴昭   | 大原實          | 副島惠文 | 南伸一郎                              |
| 14      | Smothered mate        | 悶殺       | 吉村清子   | 大原實          | 高田昌宏 | 新保卓郎                              |
| 15      | Triangulation         | 三角移動   | 吉村清子   | 數井浩子        | 吉澤俊一 | 長田繪里、赤尾良太郎                  |
| 總集篇2 | Second adjournment    | 第二次封手 | 綾奈由仁子 | 千明孝一        | 千明孝一 | 高岡淳一、村田蓮爾                    |
| 16      | Automaton             | 行棋傀儡   | 鈴木貴昭   | 高橋幸雄        | 高橋幸雄 | 戶倉紀元                              |
| 17      | Dynamic possibilities | 棋局難料   | 千明孝一   | 黑瀨大輔        | 千明孝一 | 長田繪里、藤本真由                    |
| 18      | Transposition         | 殊途同歸   | 神山修一   | 大原實          | 吉田徹   | 佐野惠理、松尾真彥 池田早香、谷口守泰 |
| 19      | Queening square       | 兵升變     | 吉村清子   | 大原實          | 加藤顯   | 臼田美夫                              |
| 20      | Triple rook           | 三城堡     | 吉村清子   | 大原實          | 副島惠文 | 新保卓郎                              |
| 21      | Grand master          | 大師       | 吉村清子   | 千明孝一        | 高橋幸雄 | 堀內修、長田繪里 高岡淳一、岡崎洋美   |

1. Open file：意指棋盤上有一列沒有任何兵，可以讓車或后在列上自由推進。這裡比喻杜蘭王國公主趁著追兵以為她們在周邊墜落的時候，直搗盧梭尼亞總統的印辟突斯戰艦。
2. Fool's mate：意指在兩步內被對方將軍，是初學者都很難犯的低級錯誤。這裡比喻莉莉亞娜公主的拉薩斯戰艦在衝前不久，就被駕駛先鋒艇的阿拉烏達有機可乘。
3. Light square：意指棋盤的32格淺色格子。這裡象徵眾人停戰，展開短暫的日常生活。
4. Dubious move：意指玩家某一步棋客觀上並不好，但實際上沒有更好的走法，或該步有潛力作逆轉。這裡比喻飛夢對抗蘇比沃斯的策略已經盡力，只是對方有足夠方法應對且技高一籌，而無法逆轉劣勢。
5. Touch and move：意指玩家在自己回合中有意識碰到棋子時，則必須在合理的範圍內移動或吃掉該隻棋子。這裡比喻飛夢按初時定下的目標搶奪戰艦，亦比喻米莉亞鎖定蘇比沃斯的一部分，極力爭取用作流亡領土。
6. Over step：意指在限時比賽中先結束移動步數的玩家，一般都會輸掉這場比賽。這裡比喻飛夢與羅莎娜克打賭，並且贏得先鋒艇飛賽，亦比喻亞迪斯聯邦殲滅杜蘭王國後被流亡政權奪取戰艦。
7. Weak square：意指沒有兵保護的格子，容易被對方的棋子占領。這裡比喻空族等人對抗亞迪斯第三艦隊時所處的山谷地區有很大劣勢。
8. Distraction：意指犧牲一子，讓對方往某個格子移動，並在該點進行攻勢。這裡比喻蘇比沃斯使岩盤脆弱的山脈崩塌，擾亂第一艦隊，使米莉亞有機會擊沉安莎爾，並使第一艦隊退兵。
9. Connected passed pawn：意指在鄰近直線上的兩個或者更多同樣顏色的通路兵。這裡比喻潔思兒認為自己不適合當飛夢的導航，而與飛夢起爭執。後來在米莉亞的提醒、以及看到飛夢的笑容後，想起和飛夢小時候的過往，與飛夢和好，並幫飛夢慶祝生日。
10. Illegal move：意指棋局中不被允許的規則。這裡比喻莉莉亞娜宣稱杜蘭王國已與亞迪斯聯邦締結和平條約，使士兵倒戈，奪走米莉亞的艦隊，並對飛夢等人發動攻擊。
11. Backward pawn：意指我方棋子位置落後的兵。這裡比喻十年前的格蘭飛賽使大家齊聚一堂，享受和平的歡樂，但因法拉霍納絲女皇遭到暗殺身亡，導致和平的情況瓦解。
12. Block：意指玩家用自己的區域阻止對方移動。這裡比喻迪蘭出手幫助陷入困境的飛夢等人，給予物資支援，並在相處中與飛夢成為好友，亦比喻盧梭尼亞認為戈納基斯是征服世界最大的障礙，而開始出兵攻擊。
13. Bad move：意指玩家發生的失誤。這裡比喻戈納基斯和亞迪斯聯邦雙方無休止地落入敵人圈套，沒有絕對優勝的一方。
14. Smothered mate：意指玩家的國王被自己的棋子完全圍住，然後被對手的武士將軍。這裡比喻盧梭尼亞的暴行導致亞迪斯聯邦的反抗勢力崛起，並希望與米莉亞的杜蘭流亡政權結盟。
15. Triangulation：意指玩家為了對抗對手，將自己的國王移動到重要地帶。這裡比喻亞迪斯聯邦的反抗勢力及受盧梭尼亞迫害的人民集結聯軍，一起對抗盧梭尼亞。
16. Automaton：意指能夠自動操作的下棋裝置，模仿人類的動作和思維。這裡比喻莎娜在戰爭中一直被其他將軍強行推進，形象和意願一直為他人所曲解。
17. Dynamic possibilities：意指棋局中的各種可能性。這裡比喻飛夢積極為停止戰爭而努力，最後在勸說莎娜訂定和平協議後，終於使戰火止息。
18. Transposition：意指不同的行棋次序可以達到同樣的局面。這裡比喻在眾人的努力下，戰爭終於得以暫時休止，而盧梭尼亞及莉莉亞娜發動戰爭的原因亦逐漸揭開面紗。
19. Queening square：意指一方的士兵移動到對方底線時，可以改變棋子的種類。這裡比喻盧梭尼亞在莉莉亞娜過世之後，重新燃起實現其理想的決心，並擄走身為「皇家流亡號」活體關鍵的莎娜。
20. Triple rook：這裡比喻「皇家流亡號」被召喚出來後，盧梭尼亞要求聯合軍投降，但聯合軍認為盧梭尼亞的和平只是恐怖統治，因此決定對抗「皇家流亡號」，取得真正的和平。
21. Grand master：意指西洋棋比賽中技巧出類拔萃的玩家。這裡比喻所有為達成和平而無私付出的角色。

總集篇1 First adjournment：Adjournment意指在分節的比賽中，休息前輪到的一方要先把想到的棋步寫在紙上，交給評判保管，從而不讓任何一方有多餘時間考慮下一步。這裡比喻眾人的對戰進入休息時間，潔思兒等人亦趁機把日後的意願寫成一封信，寄給空族的家人。
總集篇2 Second adjournment：這裡比喻迪奧與艾兒薇絲在逃亡過程中，想起了和以前同伴度過的時光。

## 播放電視台
日本深夜動畫：下文記載的日本国内播放時間使用日本標準時間（UTC+9）表示。因為部分時間标识會採用30小时制，因此請留意这类超过24:00的时间，其實際播放時間為翌日清晨。
| 播放地區   | 播放電視台   | 播放日期                       | 播放時間（UTC+9）          | 所屬聯播網 | 備註                |
| ---------- | ------------ | ------------------------------ | -------------------------- | ---------- | ------------------- |
| 中京廣域圈 | 中部日本放送 | 2011年10月7日 - 2012年3月23日  | 星期五 26時00分 - 26時30分 | TBS系列    | 制作局 あにせん時段 |
| 關東廣域圈 | TBS電視台    | 2011年10月7日 - 2012年3月23日  | 星期五 26時55分 - 27時25分 | TBS系列    |                     |
| 日本全域   | AT-X         | 2011年10月10日 - 2012年3月26日 | 星期一 8時30分 - 9時00分   | CS放送     | 有重播              |
| 日本全域   | 萬代頻道     | 2011年10月10日 - 2012年3月26日 | 星期一 12時00分 更新       | 網路配信   |                     |
| 日本全域   | ShowTime     | 2011年10月10日 - 2012年3月26日 | 星期一 12時00分 更新       | 網路配信   |                     |
| 兵庫縣     | SUN電視台    | 2011年10月10日 - 2012年3月26日 | 星期一 25時35分 - 26時05分 | 獨立UHF局  |                     |
| 北海道     | 北海道放送   | 2011年10月10日 - 2012年3月26日 | 星期一 26時26分 - 26時56分 | TBS系列    |                     |
| 岩手縣     | IBC岩手放送  | 2011年10月14日 - 2012年4月13日 | 星期五 15時50分 - 16時20分 | TBS系列    | 12月16日起停播3週   |
| 宮城縣     | 東北放送     | 2011年11月27日 - 2012年5月13日 | 星期日 5時30分 - 6時00分   | TBS系列    | 事前SP未放送        |

| 播放地區 | 播放電視台 | 播放日期                      | 當地播放時間               | 所屬聯播網 | 備註           |
| -------- | ---------- | ----------------------------- | -------------------------- | ---------- | -------------- |
| 香港     | Animax     | 2011年10月15日－2012年3月24日 | 星期六 20時00分 - 20時30分 |            | 與日本同步放送 |
| 臺灣     | Animax     | 2011年10月15日－2012年3月24日 | 星期六 22時30分 - 23時00分 | 有線電視   | 與日本同步放送 |

## 幕後花絮
- 監督千明孝一於《最後流亡》播畢後就想製作接下來的故事，但另有要務在身，直到2007年才開始著手。[11]
- 監督表示前作的克勞士跟拉薇不像飛夢那樣有活力、主動。為了要給觀眾「為了別人、自己到底能做些什麼」的感覺，而創造出飛夢這角色。[11]
- 監督要求不同於前作灰暗色調、採用較明亮的顏色；村田蓮爾也配合讓角色在色彩、人物設計和造型上，看起來表情生動、更可愛。[11]
- 由於主角是女孩子，村田依監督意向嘗試髮型、髮色，亦設計搭配較可愛的耳朵、尾巴飾件。[11]

## 漫畫版
最後流亡－銀翼少女法姆－
原作：GONZO，作畫：宮本ろば
『Young Ace』2011年8月號（2011年7月4日發售）到2012年11月號（2012年10月4日發售）間連載。全三卷。
| 卷數 | 角川書店      | 角川書店               | 台灣角川      | 台灣角川               |
| 卷數 | 發售日期      | ISBN                   | 發售日期      | ISBN                   |
| ---- | ------------- | ---------------------- | ------------- | ---------------------- |
| 1    | 2011年10月4日 | ISBN 978-4-04-120016-2 | 2013年5月8日  | ISBN 978-9-86-325344-0 |
| 2    | 2012年3月2日  | ISBN 978-4-04-120127-5 | 2013年8月21日 | ISBN 978-9-86-325558-1 |
| 3    | 2012年11月1日 | ISBN 978-4-04-120447-4 | 2014年1月11日 | ISBN 978-9-863-25762-2 |

最後流亡 沙漏的旅人
原作：GONZO，作畫：ムラオミノル
『Newtype Ace』2011年Vol.1號（2011年9月10日發售）到2012年11月號（2012年10月4日發售）間連載。全二卷。
內容為全新長篇，由克勞士、拉薇、艾兒等人擔任主角。
| 卷數 | 角川書店       | 角川書店               | 台灣角川      | 台灣角川               |
| 卷數 | 發售日期       | ISBN                   | 發售日期      | ISBN                   |
| ---- | -------------- | ---------------------- | ------------- | ---------------------- |
| 1    | 2011年12月26日 | ISBN 978-4-04-120059-9 | 2014年1月16日 | ISBN 978-9-86-325776-9 |
| 2    | 2012年7月7日   | ISBN 978-4-04-120059-9 | 2014年9月6日  | ISBN 978-9-86-366159-7 |

## 小說
最後流亡 銀翼少女法姆
作者：岩佐まもる，封面：堀内修，內頁插畫：磁油2
角川Sneaker文庫（角川書店）發售。全2卷。
| 卷數 | 角川書店      | 角川書店               |
| 卷數 | 發售日期      | ISBN                   |
| ---- | ------------- | ---------------------- |
| 1    | 2011年11月1日 | ISBN 978-4-04-100039-7 |
| 2    | 2012年1月1日  | ISBN 978-4-04-100081-6 |

## 關聯項目
- 海外聯播動畫
- 最後流亡

## 外部連結
- （日語）最後流亡-銀翼的飛夢-官方網站 （页面存档备份，存于）
- （日語）最後流亡-銀翼的飛夢-介紹頁（CBC） （页面存档备份，存于）
- （日語）最後流亡-銀翼的飛夢-介紹頁（TBS） （页面存档备份，存于）
- （繁體中文）香港ANIMAX介绍页 （页面存档备份，存于）
- （繁體中文）台灣ANIMAX介紹页 （页面存档备份，存于）
- （英文）ANIMAX ASIA介绍页
- （日語）最後流亡-銀翼的飛夢-的X（前Twitter）
- （日語）最後流亡-銀翼的飛夢-的Facebook專頁
- （日語）波斯人名 （页面存档备份，存于）（亞迪斯聯邦人名意涵）

| 中部日本放送 星期五26:00節目 | 中部日本放送 星期五26:00節目     | 中部日本放送 星期五26:00節目 |
| ---------------------------- | -------------------------------- | ---------------------------- |
|                              | （2011年10月7日－2012年3月23日） |                              |
|                              | 黑豹2 人中之龍 阿修羅篇          |                              |

| 臺灣 Animax 星期六22:30-23:00節目 | 臺灣 Animax 星期六22:30-23:00節目                      | 臺灣 Animax 星期六22:30-23:00節目 |
| --------------------------------- | ------------------------------------------------------ | --------------------------------- |
|                                   | 最後流亡-銀翼的飛夢- （2011年10月15日－2012年3月24日） |                                   |
| 武裝鍊金 重播                     | 零之使魔 ～雙月的騎士～ 重播                           |                                   |

| 香港 Animax 星期六20:00-20:30節目 | 香港 Animax 星期六20:00-20:30節目                      | 香港 Animax 星期六20:00-20:30節目 |
| --------------------------------- | ------------------------------------------------------ | --------------------------------- |
|                                   | 最後流放-銀翼的飛夢- （2011年10月15日－2012年3月24日） |                                   |
| ANIMAX MUSIX                      | ANIMAX MUSIX                                           |                                   |